# Proti proudu

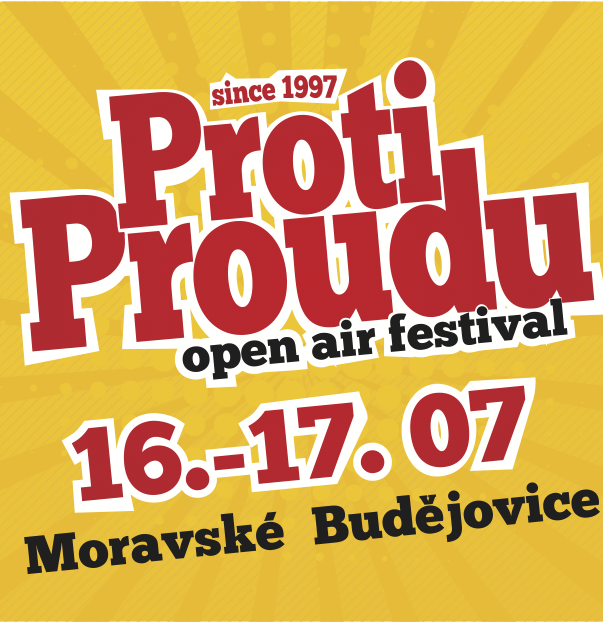
Logo des Festivals

Proti proudu (tsch. für „gegen den Strom“) war ein zwischen 1997 und 2013 in Moravské Budějovice (Tschechien) stattfindendes Festival.

## Beschreibung
Das Kulturfestival Proti proudu Moravské Budějovice wurde seit dem Jahr 1997 von der Bürgervereinigung K4 veranstaltet und gilt als eine der ältesten Veranstaltungen dieses Typs in der Region Vysočina. Das Festival entwickelte sich von einer lokalen Musikveranstaltung für Jugendliche zu einem zweitägigen Kulturfest mit mehr als 2500 Besuchern. Die Veranstalter stifteten den Ertrag des Festivals Organisationen, die sich um bedürftige Menschen kümmern. Mittlerweile beläuft sich diese Summe auf mehr als 10000 Euro. Das Festival fand auf dem Gelände des Freilichtkinos statt.

## Galerie

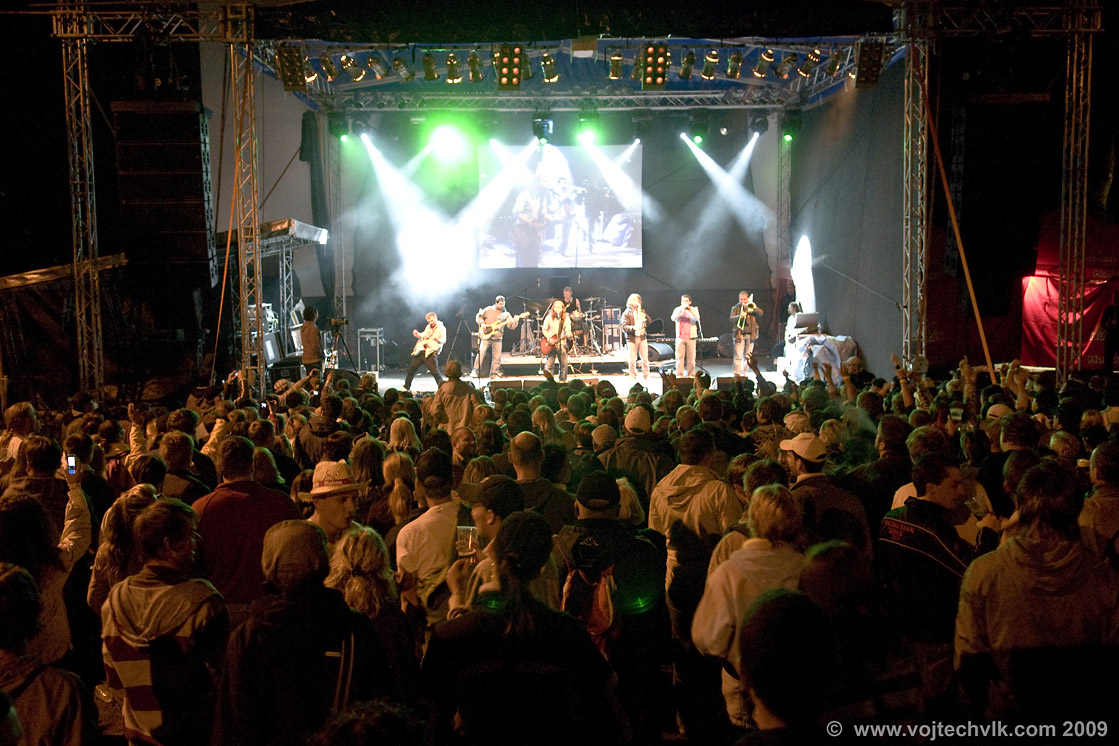
Auftritt der tschechischen Pop-Band Kryštof
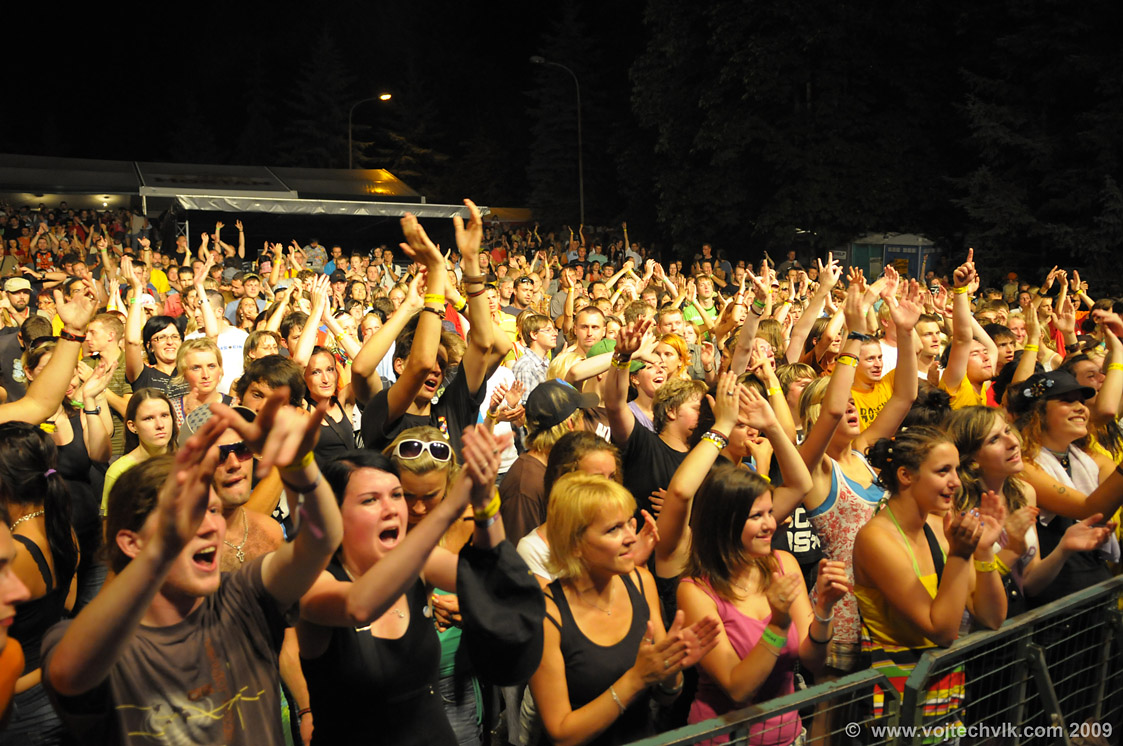
Publikum vor der Hauptbühne